# Cal Patilles
Cal Patilles és una obra del municipi de Rubí (Vallès Occidental) protegida com a bé cultural d'interès local.

## Descripció
Es tracta d'una tipologia de casa de mestre d'obres que ocupa tres parcel·les. Té un sol pis i una eixida posterior, pati i zona dedicada a les tasques d'indústria agrícola. Presenta elements decoratius en ceràmica a la façana i teulada plana. A l'entrada de la zona de cellers hi ha dos cups quadrats, enrajolats amb ceràmica vidrada, dedicats l'un al vi negre i l'altre al blanc. Conserva en ús els estris, eines i màquines pròpies pel treball de la vinya.

## Història
Va ser construïda per Joan Ventosa, originari de Sant Andreu de la Barca.